# Хакимов, Джумакулы
Джумакулы Хакимов — советский хозяйственный, государственный и политический деятель, Герой Социалистического Труда.

## Биография
Родился в 1906 году на территории Хивинского ханства. Член КПСС.
С 1930 года — на хозяйственной, общественной и политической работе. В 1930—1980 гг. — крестьянин, комсомольский и партийный организатор, секретарь, первый секретарь Халачского райкома КП(б) Туркмении, председатель колхоза имени Максима Горького Чарджоуского района Чарджоуской области Туркменской ССР
Указом Президиума Верховного Совета СССР от 14 февраля 1957 года присвоено звание Героя Социалистического Труда с вручением ордена Ленина и золотой медали «Серп и Молот».
Избирался депутатом Верховного Совета Туркменской ССР 6-го, 7-го, 8-го и 9-го созывов.
Умер после 1980 года.